# Vivace (NOKKOの曲)
「Vivace」（ビバーチェ）は、NOKKOの4枚目のシングルである。1993年6月21日発売。発売元はソニー・ミュージックレコーズ。

## 概要
- 1993年5月に資生堂が発売したパウダー入りコロン「Vivace」のCMソングとして使用された[1]。
- 翌年のアルバム『colored』にはリミックス・ヴァージョンで収録された。
- カップリング曲の「Don't Hold Back」は同年発売のアルバム『I Will Catch U.』収録曲。

## 収録曲
1. Vivace
  - 作詞：NOKKO／作曲：NOKKO・Satoshi Tomiie
2. Don't Hold Back
  - 作詞・作曲：Chris Max、Camus Celli、Andres Levin／日本語詞：NOKKO
3. Vivace (Original Karaoke)

## 収録アルバム
- colored (#1、Remix Version)
- NOKKO'S SELECTION, NOKKO'S BEST (#1)
- I Will Catch U. (#2)